# 립 로저스
립 로저스(Rip Rogers, 1953년 2월 14일 ~ )는 본명은 마크 시아라(Mark Sciarra)라고 부른다. 미국의 남자 전 프로레슬링선수다. 키는 184cm(6ft 0in) 몸무게는 98kg(215lb)이다. 1977년 프로레슬링 입문으로 그는 2000년 프로레슬링을 은퇴를 한다.

## 프로페서녈 레슬링 하이라이트스
- 피니싱 무브 / Finishing moves
  - 리프팅 리어 네이키드 초크 / Lifting rear naked choke
  - 오버헤드 저먼 수플렉스 / Overhead german suplex
- 시그니처 무브 / Signature moves
- 리프팅 더블 언더훅 바디시저스 / Lifting double underhook bodyscissors
- 오버헤드 벨리 투 백 수플렉스 / Overhead belly to back suplex
- 점핑 유러피안 어퍼컷 / Jumping european uppercut
- 런닝 헤드벗 드롭 / Running headbutt drop

- 매니저 / Managers
  - 브랜다 브리턴
  - 맥스 앤드루스

- 닉네임 / Nicknames
  - 파울-마우띠드 리퍼" / "Foul–Mouthed Ripper
  - "허슬" 립 로저스 / "Hustler" Rip Rogers
  - "로어링" 립 로저스 / "Roaring" Rip Rogers

## 수상
- BTW 월드 오하이오 태그팀웨이트 챔피언 (1회) - 바디 풀턴
- NWA 월드 센트럴 스테이츠 텔레비젼웨이트 챔피언 (1회)
- NWA 월드 내셔널 태그팀웨이트 챔피언 (1회) - 테드 울츠
- ICW 월드 유나이티드 스테이츠 태그팀웨이트 챔피언 (2회) - 리키 스타 (1회), 페즈 와틀리 (1회)
- NWA 월드 미드-아메리칸 헤비웨이트 챔피언 (1회)
- OVW 월드 헤비웨이트 챔피언 (3회)
- OVW 월드 서던 태그팀웨이트 챔피언 (3회) - 데이브 더 레이브 (2회), 앤드 제이슨 리 (1회)
- NWA 월드 서던 유나이티드 스테이츠 주니어 헤비웨이트 챔피언 (2회)
- WWC 월드 캐리비안 헤비웨이트 챔피언 (1회)
- WWC 월드 태그팀웨이트 챔피언 (2회) - 아바다 딘